# Lucjan Miketta
Lucjan Tomasz Miketta (ur. 21 grudnia 1894 w Smagowie, zm. 20 lipca 1979 w Lublinie) – polski adwokat, działacz społeczny, oświatowy i spółdzielczości mieszkaniowej.

## Życiorys
Lucjan Miketta uczył się w polskiej siedmioklasowej Szkole Handlowej w Radomiu, uzyskując maturę w 1912 roku. Na rok wyjechał do Moskwy, gdzie uzyskał rosyjską eksternistyczną maturę państwową w 1913 roku. Na polecenie działającego w Rosji Centralnego Komitetu Obywatelskiego od 1915 roku opiekował się w Jefriemowie (gubernia tulska) polską ludnością wywiezioną z Królestwa. Zorganizował tam wtedy również oddział Polskiego Towarzystwa Pomocy Ofiarom Wojny i został jego sekretarzem. Od 27 stycznia 1917 do 9 sierpnia 1918 roku pracował w Iwanowo-Wozniesiensku jako pomocnik buchaltera w Robotniczej Spółdzielni Spożywców. Jednocześnie działał w miejscowym Polskim Ognisku Demokratycznym.
W październiku 1918 roku wrócił do kraju i 17 listopada tegoż roku wstąpił ochotniczo do Wojska Polskiego. Walczył w wojnie polsko-bolszewickiej w szeregach 24 Pułku Piechoty. Odbywając służbę wojskową w Lublinie, rozpoczął tam studia na Wydziale Prawa Katolickiego Uniwersytetu Lubelskiego. Po demobilizacji (8 listopada 1920 roku w stopniu sierżanta) przeniósł się w 1922 roku na Wydział Prawa Uniwersytetu Warszawskiego, gdzie 23 października 1923 roku otrzymał dyplom magistra prawa. Od co najmniej 1918 roku do co najmniej 1923 roku był członkiem Organizacji Młodzieży Narodowej Szkół Wyższych, w kwietniu 1918 roku uczestniczył w Walnym Zjeździe OMN SW, przewodnicząc jednej z jego komisji. W 1919 roku był „kolegą” w tajnym „Zecie” (w 1923 roku był „bratem” i członkiem Centralizacji „Zet”-u), w 1920 roku był aktywnym działaczem Straży Kresowej, Związku Rad Ludowych i Centralnego Związku Kółek Rolniczych. Był też wiceprezesem koła Bratniej Pomocy studentów KUL. W latach 1921—1928 pełnił funkcję prezesa Związku Młodzieży Wiejskiej województwa lubelskiego. Był też działaczem Związku Polskiej Młodzieży Demokratycznej.
Od 22 stycznia 1924 do 31 marca 1926 roku odbywał aplikację sądową, a od 10 kwietnia 1926 do 19 maja 1928 roku — aplikację adwokacką w Lublinie, specjalizując się w prawie cywilnym. Od 6 czerwca 1928 do 9 listopada 1939 roku pracował jako adwokat, prowadząc kancelarię adwokacką w Lublinie. Od 1934 roku był członkiem, a od 1936 roku – także sekretarzem tamtejszej Rady Adwokackiej.
Od 27 maja 1934 do 5 maja 1939 roku był członkiem Rady Miejskiej w Lublinie oraz przewodniczącym jej Komisji Regulaminowo-Prawnej. 5  maja 1939 roku ponownie wybrano go na miejskiego radnego. W latach 1934—1939 sprawował funkcję prezesa (z wyboru) Rady Szkolnej m. Lublina.
Po wybuchu wojny, 9 listopada 1939 roku został aresztowany i znalazłszy się w grupie zakładników był więziony do 18 czerwca 1940 roku na Zamku Lubelskim, a następnie przeniesiony do obozu koncentracyjnego w Sachsenhausen, potem w Dachau, skąd zwolniono go 25 listopada 1940 roku. Wrócił do Lublina, gdzie podjął pracę w Zarządzie Miejskim na stanowisku radcy prawnego, a po wojnie, od końca lipca 1944 do 1 marca 1952 — na stanowisku kierownika Oddziału Prawnego. Od 1941 roku do 30 grudnia 1950 roku prowadził również działalność adwokacką. 
W 1946 roku powołano go na członka i wiceprezesa Sądu Dyscyplinarnego Izby Adwokackiej w Lublinie. Będąc adwokatem, na mocy pełnomocnictwa Prokuratorii Generalnej do 1951 roku reprezentował przed sądami zarówno Urząd Miejski, jak i Urząd Wojewódzki w Lublinie. Od 1 marca 1952 roku pracował jako zastępca kierownika Wydziału Prawnego Prezydium Wojewódzkiej Rady Narodowej, a po likwidacji 1 października 1954 roku Wydziału Prawnego pracował do 31 stycznia 1966 roku jako kierownik Oddziału Prawnego Prezydium WRN w Lublinie. 1 lutego 1966 roku przeszedł na emeryturę.
Od 1946 roku należał do Związku Prawników Demokratów. Działał również w Związku Byłych Więźniów Politycznych, jako przewodniczący Sądu Koleżeńskiego tego związku w Lublinie. W 1952 roku został przewodniczącym obwodowego Komitetu Frontu Jedności Narodu. Był wieloletnim członkiem Wojewódzkiej Komisji ds. Uwłaszczeń w Lublinie. W latach 1932—1933 i 1945—1957 był prezesem Zarządu Spółdzielni Budowlano-Mieszkaniowej „Spółdom” w Lublinie, a w latach 1933—1939 i 1957—1967 — prezesem jej Rady Nadzorczej. W grudniu 1956 roku został wybrany członkiem Rady Naczelnej Centralnego Związku Spółdzielni Mieszkaniowych. Z upoważnienia tej rady zorganizował w 1958 roku Oddział Związku w Lublinie.

## Odznaczenia
- Krzyż Kawalerski Orderu Odrodzenia Polski (1964)
- Medal Niepodległości (1931)
- Medal Zwycięstwa i Wolności (1947)
- Odznaka honorowa „Za walkę o szkołę polską”
- Odznaka Zasłużonego Działacza Ruchu Spółdzielczego (1959)
- Złota Odznaka Centralnego Związku Spółdzielczości Budowlano-Mieszkaniowej (1964)[7]

## Życie prywatne
Lucjan Miketta był synem Józefa, urzędnika w Kasie Przemysłowej w Radomiu, i Marianny z domu Mędrzeckiej.
W 1924 roku ożenił się z Marią Watson (1897–1973), nauczycielką, w latach 1934–1941 pierwszą dyrektorką lubelskiej szkoły powszechnej nr 29 (od 1944 roku nr 6). Mieli dwie córki: Joannę (ur. w 1932 roku) i Krystynę (ur. w 1939 roku), zamężną Durakiewicz. 
Został pochowany na cmentarzu przy ul. Lipowej w Lublinie.